# Beppe Salvia
Beppe Salvia (Potenza, 10 ottobre 1954 – Roma, 6 aprile 1985) è stato un poeta italiano.

## Biografia
Ha pubblicato le prime poesie sulla rivista Nuovi Argomenti alla fine degli anni Settanta e ha partecipato al clima di rinnovamento della poesia di fine decennio, pubblicando sia sulla rivista Braci, da lui fondata con Marco Lodoli, Claudio Damiani, Arnaldo Colasanti e altri, sia su Prato pagano diretta da Gabriella Sica, su cui compariranno molti testi anche dopo la sua morte.
Il primo libro, Estate di Elisa Sansovino, esce postumo nel 1985, come Quaderno di Prato pagano.
Ha fatto parte della nuova scuola romana di poesia, sulla quale ha scritto Flavia Giacomozzi nel libro Campo di battaglia. Poeti a Roma negli anni '80 (antologia di Prato pagano e Braci), con prefazione di Sica (2005). Giacomozzi per la stesura del libro si è avvalsa dell'archivio di Sica e delle sue informazioni a voce. L'opera di Salvia è stata ricordata anche nel testo L'io che brucia, omaggio alla scuola romana di poesia di G. Furgiuele e L. Inchiappa (2007).
Muore suicidandosi, a Roma, il 6 aprile 1985.
(Incipit dell'articolo Morte d'un giovane poeta di Marco Lodoli, Paese Sera, 18 aprile 1985)
Nel 2019 la Biblioteca Nazionale Centrale di Roma ha acquisito per la galleria "Spazi 900", in occasione del convegno sulla rivista Prato pagano, un suo ritratto con Gabriella Sica, opera della pittrice Loretta Surico.

## Opere
- Appunti, Tipografia T. Pantò edizioni (edizione non veniale), Sant'Agata di Militello, 11 agosto 1978
- Lettere musive, «Quaderni di Prato pagano», Il Melograno-Abete Edizioni, Roma, 1980
- Estate di Elisa Sansovino, «Quaderni di Prato pagano», Il Melograno-Abete Edizioni, Roma, 1985
- Cuore, Cieli celesti, Rotundo, Roma, 1988
- Elemosine Eleusine, Edizioni della Cometa, Roma, 1989
- I begli occhi del ladro, a cura di Pasquale Di Palmo, Il Ponte del Sale, Rovigo, 2004
- Un solitario amore, a cura di Emanuele Trevi e Flavia Giacomozzi, Fandango, Roma, 2006
- I pescatori di perle e due prose inedite, a cura di Pasquale Di Palmo, Via del Vento Edizioni, Pistoia, 2018
- Cuore, a cura di Sabina Stroppa, Interno Poesia, Latiano, 2021